# Фоменок (Брянська область)
Фоменок (рос. Фоменок) — селище у Брасовському районі Брянської області Росії. Входить до складу муніципального утворення Веребське сільське поселення.
Населення — 6 осіб.
Розташоване за 2 км на південь від села Лубенськ.

## Історія
Виникло в 1920-і роки. До 1960-их років входило до складу Піонерської сільради.

## Населення
За найновішими даними, населення — 8 осіб (2013).
У минулому чисельність мешканців була такою:
| Роки      | 1979 | 1989 | 2002 | 2010 |
| --------- | ---- | ---- | ---- | ---- |
| Населення | 80   | 43   | 18   | 7    |